# Реконструкционистская раввинская ассоциация
Реконструкционистская раввинская ассоциация (РРA) основанная в 1974, это профессиональная ассоциация раввинов pеконструкционистского иудаизма., которая насчитывает около 300 членов, большинство из которых являются выпускниками Реконструкционистского раввинского колледжа (РРК) в Уинкоте, штат Пенсильвания, недалеко от Филадельфии. PPA является членом ряда национальных коалиций, включая Конференцию президентов ведущих американских еврейских организаций. Первым директором PPA был раввин Ричард Хирш (Richard Hirsh), которого наняли в 1984 году на пять часов в неделю, когда он был деканом по приему в PPK.
С 1987 по 1989 год раввин Джой Левитт была первой женщиной-президентом РРА.
В 2007 году раввин Тоба Спитцер стала первой открытой лесбиянкой или геем, избранной главой раввинской ассоциации в США, когда ее избрали президентом PPA.